# 1936 au Yukon
Chronologie du Yukon
- 1932
- 1933
- 1934
- 1935
- 1936
- 1937
- 1938
- 1939
- 1940

Cette page concerne des événements d'actualité qui se sont produits durant l'année 1936 dans le territoire canadien du Yukon.

## Politique
- Chef exécutif : George A. Jeckell
- Législature : 10e

## Naissances
- 20 avril : John Kenneth McKinnon, commissaire du Yukon († 13 mars 2019)
- 10 mai : John Ostashek, premier ministre du Yukon († 10 juin 2007)
- 7 novembre : Audrey McLaughlin, députée fédérale de la circonscription du territoire du Yukon (1987-1997) et première femme à être chef du Nouveau Parti démocratique et première yukonnaise à diriger un parti politique fédéral.

## Décès
- Faith Fenton (en), journaliste et écrivain (º 1857)